# Helen Saunders
Helen Saunders (4. dubna 1885 Croydon – 1. ledna 1963 Holborn) byla anglická malířka, spojovaná s hnutím Vorticismus.

## Životopis
Narodila se v Londýně, ve čtvrti Bedford Park, Ealing. Studovala na umělecké škole Slade School of Art od roku 1906 to 1907 a později na Central School of Arts and Crafts. V roce 1914 se podílela na výstavě Twentieth Century Art (umění 20. století) v galerii Whitechapel Gallery, jako jedna z prvních britských umělců, tvořících v non-figurativním stylu. V roce 1915 se stala členkou hnutí Vorticismus, podepsala vortistický manifest, který vyšel v prvním vydání literárního časopisu BLAST a přispěla i k jejich inaugurační výstavě. Ona a Jessica Dismorr byly jediné ženy – signatářky tohoto manifestu.

## Další kariéra
S vorticisty vystavovala v roce 1916, ale od roku 1920 se stále více odvracela od avantgardy a vracela se k realismu a vizuálnímu stylu. Malovala zátiší, krajiny a portréty, později vystavovala s Holborn Art Society. Brigida Peppina objevila velké množství dříve neznámých informací o životě a práci Helen Saunders. Navzdory své dlouhé kariéře je v současnosti známo méně než 200 jejích děl. Její práce byly na výstavě v Nasher Museum of Art, což je umělecké muzeum Duke University v Durhamu v Severní Karolíně ve Spojených státech. Výstava se konala pod názvem: The Vorticists: Rebel Artists in London and New York, 1914-18. Byla otevřena od 30. září 2010 do 2. ledna 2011.

## Smrt
Zemřela na následky náhodného požití jedu ve svém domě v Holbornu, v Londýně. Později její sestra Ethel darovala tři z obrazy z jejího vortistického období Tate Gallery.

## Důležité práce
- Abstract Multicoloured Design, kolem 1915. Kvaš, akvarel, grafit na papíře.
- Monochrome Abstract Composition, kolem 1915. Inkoust, akvarel, grafit na papíře.